# 津島道路
津島道路（つしまどうろ）は、愛媛県南宇和郡愛南町柏から宇和島市津島町岩松に至る延長10.3キロメートル (km) の高速道路（四国横断自動車道に並行する一般国道自動車専用道路）である。構想段階での市民参加型道路計画プロセス（PIプロセス）が導入された。
高速道路ナンバリングによる路線番号は、松山自動車道（松山IC - 津島岩松IC間、大洲道路・宇和島道路を含む）・中村宿毛道路・窪川佐賀道路・高知自動車道（四万十町中央IC - 高知IC間、須崎道路を含む）とともに「E56」が割り振られている。
2009年（平成21年）7月11日、金子一義国土交通相により南側の区間の津島南IC - 内海IC間が2009年度中に事業化されることが発表された。南側の区間から整備する理由は、現道の国道56号が沿岸を走っているため台風時の波浪で越波があり、また東南海・南海地震による影響も大きいと予想されるためである。しかしながら、同年9月の政権交代で事業化が凍結され、2010年度、2011年度の概算要求も認められず事実上凍結状態になっており、着工・完成時期などは未定であったが、東日本大震災を受け、2012年度（平成24年度）の概算要求で全区間が認められて、3年遅れでの事業化の運びとなった。

## 概要
- 路線名: 一般国道56号津島道路
- 起点: 愛媛県南宇和郡愛南町柏
- 終点: 愛媛県宇和島市津島町岩松
- 全長: 10.3 km
- 規格: 第1種第3級
- 設計速度: 80 km/h
- 車線数: 完成2車線

## 道路の位置関係
四国横断自動車道
徳島南部自動車道 - 徳島自動車道 - 高松自動車道 - 高知自動車道 - ※須崎道路 - 高知自動車道 - ※窪川佐賀道路 - ※佐賀大方道路 - ※大方四万十道路 - ※中村宿毛道路 - ※宿毛内海道路 - ※津島道路 - ※宇和島道路 - 松山自動車道 - ※大洲道路
※は高速自動車国道に並行する一般国道自動車専用道路。

## インターチェンジなど
- 全区間愛媛県内に所在。
- 施設名欄の背景色が■である部分は施設が供用されていない、または完成していないことを示す。未開通区間の名称は仮称。

| IC番号                         | 施設名           | 接続路線名                   | 起点から (km) | 備考               | 所在地          |
| ------------------------------ | ---------------- | ---------------------------- | ------------- | ------------------ | --------------- |
| E56 松山自動車道（宇和島道路） |                  |                              |               |                    |                 |
| 30                             | 津島岩松IC       | 国道56号（現道、宇和島道路） | 10.3          | 宇和島北方面出入口 | 宇和島市        |
| -                              | 津島南IC（仮称） | 国道56号（現道）             | 7.6           |                    | 宇和島市        |
| -                              | 内海IC（仮称）   | 国道56号（現道）             | 0.0           |                    | 南宇和郡 愛南町 |
| E56 宿毛内海道路               |                  |                              |               |                    |                 |

## 歴史
- 2012年度（平成24年度）：津島道路を事業化
- 2023年2月1日：新内海トンネル（仮称）工事再開[2]